# تشيكا أوكي
تشيكا أوكي (باليابانية: 青木千佳) هي مبارزة بالسيف يابانية، ولدت في 21 فبراير 1990.

## وصلات خارجية
- تشيكا أوكي على موقع الاتحاد الدولي للمبارزة (الإنجليزية)
- تشيكا أوكي على موقع اللجنة الأولمبية الدولية (الإنجليزية)
- تشيكا أوكي على موقع أوليمبيديا (الإنجليزية)